# Leanne Betasamosake Simpson
Leanne Betasamosake Simpson (1971) é uma escritora, musicista e acadêmica canadense dos povos Mississauga Nishnaabeg. Ela também é conhecida por seu trabalho com os protestos Idle No More. Simpson é membro do corpo docente do Dechinta Center for Research and Learning. Ela mora em Peterborough.

## Primeiros anos
Leanne é um membro fora da reserva da Primeira Nação de Alderville, onde sua avó Audrey Williamson (nascida Franklin) nasceu em 1925. O bisavô de Simpson, Hartley Franklin, mais tarde mudou-se para Peterborough para trabalhar em canoas quando Audrey tinha três anos.
Leanne nasceu e foi criada em Wingham, Ontário, por sua mãe Nishnaabeg, Dianne Simpson, e seu pai, Barry Simpson, de ascendência escocesa.
No início dos anos 1990, a avó e a mãe de Leanne recuperaram seu status jurídico indígena após a legislação do Projeto de Lei C-31. Leanne e vários outros membros de sua família recuperaram seu status indígena depois que o Projeto de Lei C-3 se tornou lei em 2011. Seus filhos recuperaram seu status depois que o Bill S-3 foi aprovado em 2019. Como Simpson, os membros de sua família são todos considerados membros da banda fora da reserva.

## Vida profissional
Simpson escreve sobre questões e realidades indígenas contemporâneas, particularmente de sua própria nação Anishinaabe, em vários gêneros, e é conhecida por defender ontologias indígenas. Seu trabalho é o resultado de uma jornada para se reconectar com uma pátria ancestral e tradições das quais ela se desconectou quando criança e jovem, vivendo da reserva. Quando jovem, Simpson mergulhou em suas tradições culturais ao se conectar com os anciãos do norte de Nishnaabeg. A imersão de Simpson facilitou uma reconexão linguística, cultural e espiritual. Além disso, Simpson aplica os métodos de criação de significado de Nishnaabeg por meio da narrativa de Nishnaabeg. A narrativa permeia os respectivos empreendimentos musicais, de ficção e poéticos de Simpson. Ela escreve a partir de uma visão de mundo indígena enraizada em uma relacionalidade corporificada com o ambiente natural. Como uma mãe indígena, Simpson quer criar seus filhos dentro de uma tradição impregnada de histórias para que possam aprender estruturas indígenas, sistemas de crenças espirituais e ética indígena para se basear ao longo de suas vidas.
A consciência política e a ética ativista de Simpson começaram a se desenvolver enquanto trabalhava em seus estudos de graduação na Universidade de Guelph. Inspirada por ações em torno da Crise Oka de 1990 e uma das mulheres líderes notáveis, Ellen Gabriel, da nação Mohawk, Simpson entendeu que precisava nutrir ativamente uma reconexão com suas raízes indígenas Anishinaabe. Simpson agora assumiu o papel de artista/ativista inspirador para a juventude, tanto como músico performático decolonial quanto como artista, bem como por meio de seus escritos acadêmicos. A abordagem de Simpson ao seu trabalho deriva de uma compreensão das limitações impostas pelas epistemologias ocidentais e centra-se nas epistemologias indígenas.

## Educação e carreira acadêmica
Simpson é bacharel em biologia pela Universidade de Guelph e mestre em biologia pela Universidade Mount Allison. Ela obteve seu PhD em Estudos Interdisciplinares pela Universidade de Manitoba. Simpson é professor do Dechinta Center for Research and Learning e leciona regularmente em universidades do Canadá. Ela foi pesquisadora visitante em Estudos Indígenas na Universidade McGill e Ranton McIntosh Visiting Scholar, Universidade de Saskatchewan. Ela foi uma ilustre professora visitante na Universidade Ryerson. Ela é uma ex-escritora indígena Mellon residente na Universidade McGill. e atualmente é um Matakyev Fellow no Center for Imagination in the Borderlands na Arizona State University. O trabalho de Simpson posiciona as formas indígenas de ser na música e na literatura canadenses no século XXI.

## Ativismo e filosofia de ressurgimento
Simpson é ativa na resistência e ressurgimento indígena, anticolonialismo, conscientização da violência de gênero e proteção das terras indígenas. Ela foi uma participante ativa do movimento de protesto Idle No More.
O ativismo de Simpson é expresso tanto academicamente quanto artisticamente. Ela acredita que movimentos como o Idle No More são mais poderosos quando compostos por um coletivo de organizadores comunitários, artistas, escritores, acadêmicos e palestrantes que são mobilizados por meio de uma abordagem popular e de baixo para cima que abordam seu ativismo de forma vigorosa e criativa. Durante os protestos do Idle No More, ela se tornou uma figura chave no movimento após a divulgação de seu artigo, “Aambe! Maajaadaa! (O que #IdleNoMore significa para mim)”. Nesta peça, Simpson articulou a importância de defender bases indígenas de terras e modos de vida, enfatizando a interconexão relacional de visões de mundo indígenas e significados intimamente relacionados com a base de terras.
Simpson articula que o futuro potencial de Idle No More foi interrompido por lutas tribais em relação à alocação de recursos extraídos. Simpson entendeu essas afirmações de direitos monetários como conectadas à realidade da pobreza tribal endêmica. Mesmo assim, ela articula que isso fez com que Idle No More fosse desviado da crítica mais ampla que questionava a base de tais políticas extrativistas para começar. Ela explica que os povos indígenas estão em um dilema duplo, pois atender às necessidades materiais da pobreza extrema exige a participação no próprio sistema extrativista que causou a pobreza em primeiro lugar.
O ativismo de Simpson está enraizado na resistência ao extrativismo, que se refere tanto à extração material de recursos naturais da Terra quanto à extração cognitiva de ideias indígenas, ou seja, apropriação cultural. Simpson critica as reformas ambientais que operam a partir de filosofias extrativistas e explica que as soluções para o colapso ambiental iminente não podem ser baseadas em metodologias extrativistas. Ela critica especificamente as maneiras pelas quais as reformas ambientais governamentais e corporativas extraem pedaços de conhecimento indígena na busca de soluções sustentáveis, embora careçam de um contexto cultural relacionado e que seus esforços sirvam apenas para reforçar as metodologias extrativistas. Em última análise, Simpson situa sua crítica ao capitalismo extrativista dentro da estrutura mais ampla do colonialismo.
Forte defensora do ressurgimento indígena, Simpson sugere uma ideologia alternativa focada na reconstrução da nacionalidade indígena usando a inteligência indígena e o envolvimento local com a terra e a comunidade. A filosofia de Simpson é fundamentada em uma perspectiva indígena e focada não em um retorno ao passado, mas em trazer modos de vida tradicionais para um futuro coletivo. Ela articula a potencialidade de um futuro coletivo como necessariamente construído sem a exploração da terra e ausente dos contínuos atos de agressão contra os povos negros e indígenas. Ela se inspira em Black Lives Matter, NoDAPL e no White Earth Land Recovery Project.
A escrita acadêmica de Simpson sobre a teoria decolonial foi utilizada por muitos estudiosos indígenas, teóricos decoloniais e retóricos indígenas. Glen Coulthard baseia-se nas filosofias de Simpson em Red Skin, White Masks: Rejecting the Colonial Politics of Recognition para explicar que a solução para o colonizador-colonialismo não pode ser encontrada nas epistemologias ocidentais. Ele observa o imperativo de Simpson de que os ativistas indígenas devem começar a concentrar uma parte maior de suas energias na construção de modalidades alternativas de vida baseadas em visões de mundo indígenas. Além disso, a abordagem de Simpson é baseada na rejeição de tendências assimilacionistas e políticas de reconhecimento sancionadas pelo estado. Simpson pede especificamente uma ação descolonial articulada via teoria decolonial indígena em vez de epistemologias ocidentais e sem a aprovação de sanção estatal. Simpson critica o uso do Canadá de políticas de reconhecimento e reconciliação como uma forma de neutralizar as preocupações indígenas, relegando a política anti-indígena e colonialista a um passado distante, o que alivia o estado de qualquer motivação para enfrentar as opressões sistêmicas que decorrem do estado colonizador-colonialista. Além disso, Simpson entende o sistema Indian Act do Canadá como uma imposição política do governo canadense com o objetivo de manter o poder sobre as terras tribais não baseadas em ontologias indígenas ou relacionalidade com a base territorial. Os chefes do Indian Act são incapazes de agir no melhor interesse do coletivo tribal, pois estão em dívida com o governo canadense. O ativismo de Simpson é aquele que entende que esses sistemas de extração e controle devem ser desmantelados.
A filosofia de ressurgimento indígena de Simpson continua focada em reviver ontologias indígenas por meio da descolonização coletiva epistêmica, pedagógica e criativa. Simpson articula que tal ressurgimento deve permanecer focado em trazer estilos de vida tradicionais para o presente, mas enriquecido com a compreensão de que os modos indígenas de ser estão enraizados em uma fluidez que se presta a aplicações futuras.
Como uma feminista indígena, Simpson acredita que o trabalho descolonial de ressurgimento necessita descolonizar o heteropatriarcado dos movimentos indígenas. Em particular, Simpson entende o centramento dos homens cisgêneros como um resquício dos movimentos coloniais e das estruturas ocidentais de dominação heteropatriarcal. O desmantelamento das estruturas heteronormativas é fundamental para o projeto de Simpson e, portanto, centraliza uma abordagem indígena feminista/queer. Em seu artigo "Queering Resurgence", ela aborda a maternidade e a orientação de seus filhos por meio de uma perspectiva descolonial que desafia o heteropatriarcado, a heteronormatividade e a exclusão de povos indígenas queer. Como parte da reconfiguração da soberania dos povos indígenas, o ressurgimento significa garantir que os indígenas queer façam parte da reconstrução da comunidade indígena.

## Música e escrita
Como músico, Simpson colaborou com vários músicos indígenas e não indígenas para gravar e apresentar histórias como canções. Ela é ex-aluna do Basement Review de Jason Collett e seu álbum f(l)ight foi produzido por Jonas Bonnetta (Evening Hymns) com James Bunton (Ohbijou, Light Fires). Ela se apresenta regularmente ao vivo com um grupo principal de músicos, incluindo Nick Ferrio e sua irmã Ansley Simpson. Noopiming Sessions é uma colaboração com sua irmã Ansley Simpson e Theory of Ice inclui colaborações com Jim Bryson e John K. Samson.

### Theory of Ice
O álbum de Simpson, Theory of Ice, é o resultado de uma prática contínua na poética e estética da relação musical, o material originário da poesia escrita e trabalhado em formas de música através de um processo generativo colaborativo com os companheiros de banda Ansley Simpson e Nick Ferrio, o produtor Jonas Bonetta (Evening Hymns) e o produtor Jim Bryson. O álbum foi selecionado para o Polaris Music Prize de 2021.

### Noopiming
Em seu último trabalho publicado em 2020, o romance Noopiming: The Cure for White Ladies, Simpson continua com seus projetos anteriores, desta vez por meio de uma mistura de prosa e poesia, na tentativa de contrariar a lógica do colonialismo e resgatar alternativas e estéticas indígenas. O título é uma resposta crítica ao livro de memórias de 1852 da colona inglesa canadense e autora Susanna Moodie , Roughing it in the Bush. Simpson usa um estilo de escrita mais artístico do que polêmico para expor os leitores a um mundo alternativo envolvido com os trabalhos diários de cura e transformação indígena. Intrínseca a esta coleção está uma profunda contemplação da relacionalidade indígena com a cerimônia e as bases terrestres com uma compreensão de que a cerimônia é relacional com a totalidade da própria terra. Afirma uma futuridade enraizada no passado ainda presente. Noopiming foi selecionado para o Prêmio Literário do Governador Geral de ficção em 2020.

### As We Have Always Done
Em As We Have Always Done: Indigenous Freedom Through Radical Resistance, publicado em 2017, Simpson articula o ressurgimento político indígena como uma prática enraizada no pensamento e na prática exclusivamente indígenas. Ela pede um ressurgimento indígena enraizado não em demandas de assimilação, mas em oferecer alternativas indígenas baseadas na terra à hegemonia colonial. No capítulo 9, "Terra e Pedagogia", um ensaio pelo qual Simpson ganhou o prêmio "Mais instigante" em Estudos Nativos e Indígenas, ela usa histórias do povo Nishnaabeg para defender uma ruptura radical com os sistemas educacionais estatais projetados para produzir súditos coloniais de colonos e defensores de uma forma de educação que recupere a terra como pedagogia, tanto como processo quanto como contexto para uma transformação rebelde da inteligência e identidade de Nishnaabeg. O resultado, ela afirma, será uma geração de povos Nishnaabeg com o conhecimento e as habilidades necessárias para reconstruir uma sociedade baseada nos valores Nishnaabeg.

### This Accident of Being Lost
Complementado e precedido um ano antes pelo álbum f(l)ight, This Accident of Being Lost: Songs and Stories, publicado em 2017, é descrito como uma coleção fragmentária de contos e poesias que abrangem tanto os aspectos pungentes quanto os humorísticos. dos modos de ser indígenas. Simpson explica que a rica tradição de humor do povo Nishnaabeg permitiu que eles sobrevivessem e encontrassem alegria, apesar das histórias de colonialismo, desapropriação e genocídio. O título deste livro e do poema que o precede é um aceno à condição e à luta contínua dos povos indígenas que sofreram uma perda ontológica devido à violência do colonialismo. Estilisticamente, esta obra tem um tom mais intimista que pretende trazer o leitor para uma relação mais íntima com Simpson, sendo este método baseado em modalidades indígenas de tradição oral. Notavelmente, Simpson escreveu esta peça com as mulheres indígenas em mente como o público-alvo que carrega sua própria resistência a uma indústria editorial que atende a um público predominantemente branco. Sua insistência em emendar em língua ojíbua sem itálico e tradução neste livro fala de sua motivação em escrever este livro para os leitores de Nishnaabeg. Em última análise, Simpson criou este trabalho para que as mulheres indígenas tivessem alguma sensação de ver suas vidas e experiências refletidas em uma peça de literatura, algo que ela descreve como marcadamente ausente na maioria dos escritos. Para Simpson, escrever de e para a perspectiva de mulheres indígenas visa enquadrar sua sobrevivência de maneira que resista às narrativas de vitimização; dessa forma, ela busca gerar uma experiência de leitura empoderadora que fale da persistência das mulheres indígenas diante da luta contínua.

### F(l)ight
F(l)ight, lançado em 2016, envolve modalidades de narrativa indígena por meio de uma combinação de poesia falada e música. É também um precursor e companheiro de This Accident of Being Lost, publicado um ano depois. f(l)ight trabalha especificamente para desafiar tropos dos povos indígenas melancólicos e lamentáveis, expressando modalidades de sobrevivência, persistência e brilhantismo. O título do álbum é uma síntese das palavras “luta” e “leve” para criar “voo”. “Light” fala sobre a beleza da cultura e existência indígena Nishnaabeg de Simpson. “Fight” é uma referência à contínua resistência dos povos indígenas à sua expropriação de terras sagradas e abrange a filosofia de ressurgimento de Simpson; intrínseco à luta para recuperar a terra indígena é um ressurgimento dos modos de vida e valores indígenas interligados à base da terra. Finalmente, a combinação dos dois cria a palavra “vôo” para denotar o prazer utópico de fugir para a visão de mundo de Nishnaabewin, a língua ojíbua oriental, a fim de imaginar e formular futuros potenciais indígenas. Capturar os sons e canções da paisagem foi particularmente importante na realização do f(l)fight. Especificamente, os sons do farfalhar minomiin (arroz selvagem) e arbustos de açúcar, bem como a água fluindo no rio Crowe, foram todos gravados localmente dentro da base terrestre indígena Anishnaabeg e foram fundamentalmente inspiradores para o desenvolvimento das letras de Simpson em f(l)ight.

### Islands of Decolonial Love
Islands of Decolonial Love: Stories and Songs, lançado em 2013, combina a palavra escrita e falada em um projeto combinado de livro e álbum. Em ambos, Simpson utiliza o inglês e sua nativa língua ottawa e deliberadamente oferece apenas traduções parciais para que aqueles incapazes de falar o idioma possam entender seu texto. Ela também faz a escolha estilística de evitar capitalizar sua poesia neste trabalho para interromper o senso de uso da linguagem colonizada de seus leitores e suas relações de poder associadas. Por essas razões, este trabalho é considerado um de seus trabalhos mais desafiadores para os leitores entenderem, pois ela emprega a mecânica descolonial da escrita. Usando a poética, este projeto é uma contemplação sobre o que constitui o amor decolonial e rejeita tropos do nativo triste. Em vez disso, a poética descolonial de Simpson se concentra na força metamórfica do amor descolonial em todas as suas formas. Embutida na escrita de Simpson está uma resistência ao nativo conquistado e triste, em que os processos de colonialismo geraram um senso de persistência e força contra as estruturas de opressão. Para Simpson, colonização não significa conquista. O trabalho de Simpson enquadra o amor descolonial de uma forma que rompe as estruturas temporais, espaciais e de gênero e desafia as noções normativas de escrita e comunicação com o leitor. Em suma, este trabalho tenta trazer o leitor para o projeto de descolonização de visões de mundo em torno do próprio amor.

### The Gift is in the Making
The Gift Is in the Making: Anishnaabeg Stories, publicada em 2013, é uma coleção de histórias de Nishnaabeg reescritas por Simpson para um público contemporâneo mais jovem com onze anos ou mais e acompanhada de ilustrações em preto e branco de página inteira. Embora vinte das histórias sejam baseadas no folclore tradicional de Nishnaabeg, há uma história incluída por Simpson que ela escreveu para seus próprios filhos. Seguindo a prática tradicional, Simpson relatou essas histórias por meio da tradição oral e observa que essas histórias devem ser compartilhadas principalmente no inverno. Simpson incorpora a linguagem Nishnaabeg ao invocar nomes de lugares, nomes de animais e contextos sazonais e inclui suas definições para que os jovens possam começar a entender a língua Nishnaabeg. Ambos são histórias comumente conhecidas, bem como contos mais obscuros, mas as narrativas de Simpson são retrabalhadas para dar conta da vida moderna, para que mantenham sua relevância para o público jovem. A motivação de Simpson ao elaborar essas recontagens foi descolonizar as matrizes coloniais em que muitas das histórias ficaram atoladas ao longo de muitas gerações de colonialismo. Essas matrizes perpetuaram as normas patriarcais europeias que incluíam a vergonha moral de personagens femininas, além de encorajar a adesão ao autoritarismo. O impulso de Simpson está enraizado em um ressurgimento indígena de recuperação decolonial. Em última análise, Simpson entende que as histórias têm grande significado para os povos indígenas em sua capacidade de transmitir ontologias, valores e modalidades políticas indígenas.

### Dancing on Our Turtle's Back
Publicado em 2011, Dancing on Our Turtle's Back: Stories of Nishnaabeg Re-Creation, Resurgence, and a New Emergence oferece uma crítica ao neocolonialismo e à política de reconciliação do estado. Simpson promove uma relação entre o estado canadense e as várias nações indígenas que é de soberano para soberano. Ela afirma que os esforços de reconciliação do estado buscam distanciar o estado dos traumas coloniais existentes e, ao fazê-lo, promulgar um projeto de apagamento da cumplicidade do estado dos colonos no genocídio, expropriação de terras indígenas e políticas assimilacionistas concomitantes, como internatos. A reconciliação ignora ainda mais as ramificações atuais do colonialismo e silencia e criminaliza ativamente a dissidência indígena enquanto dissolve a responsabilidade dos canadenses brancos em sua cumplicidade com o projeto do estado neocolonial. O trabalho de Simpson oferece uma crítica clara da Lei dos Indígenas, uma vez que tem sido utilizada pelo estado para perpetuar a ocupação colonial contínua e a extração de terras indígenas, bem como encorajar modalidades racistas e sexistas. Empregando as teorias descoloniais de Nishnaabeg de biskaabiiyang que utilizam o conhecimento e a filosofia indígenas tradicionais para resistir ao silenciamento neocolonial, Simpson afirma que as negociações de Nishnaabeg com o estado canadense são, antes de mais nada, baseadas em tais epistemologias indígenas. Para seguir em frente, Simpson afirma que a reconciliação se baseia fundamentalmente nos movimentos indígenas em direção ao ressurgimento. Isso inclui a implementação de entendimentos descoloniais que postulam importância primordial para a relacionalidade entre os povos e o ambiente natural. O trabalho de Simpson é uma tentativa de descolonizar a política de reconciliação sancionada pelo estado. Como parte disso, as nações indígenas individuais devem ser entendidas como diferenciadas de outras nações indígenas em suas relações com o estado canadense. Isso é uma rejeição às ações estatais que entendem as nações indígenas como um monólito impotente. Em última análise, é uma rejeição das reivindicações canadenses de direito sobre a autonomia indígena.

### The Winter We Danced
Simpson contribuiu como um dos vários editores líderes para The Winter We Danced: Voices from the Past, the Future and the Idle No More Movement (editado com Kino-nda-niimi Collective) publicado em 2014. Kino-nda-niimi se traduz literalmente como “aqueles que continuam a dançar”. Este texto é uma homenagem a essas “dançarinas”. Embora este livro seja entendido principalmente como uma compilação de ensaios acadêmicos, ele incorpora notavelmente a alma do movimento por meio da intercalação de fotografia, arte e poesia. Esta antologia presta homenagem aos ativistas do Idle No More, mas também encoraja o espírito do movimento a continuar no futuro. Ele celebra a centralidade indígena do Idle No More em sua organização, filosofia, escopo e participação. É notável que muito do trabalho contido nesta antologia foi escrito ou criado durante o auge dos tempos de mobilização mais ativos do Idle No More e oferece as percepções de ativistas enquanto participavam de uma luta ativa. Este livro oferece uma janela para o foco do Idle No More na importância da relação das comunidades indígenas com sua base terrestre e sua visão para o potencial do futuro indígena. O trabalho explora a realidade do trabalho necessário para curar a dor do trauma intergeracional induzido colonialmente e o papel da persistência indígena em manter os modos indígenas de ser por meio de cerimônia e coletividade. Em alinhamento com o espírito da base ativista do Idle No More, todos os rendimentos da venda deste livro são revertidos diretamente para as comunidades indígenas canadenses e para a Native Youth Sexual Health Network em particular.

### This is an Honour Song
This Is an Honor Song: 20 Years Since the Blockades, An Anthology of Writing on the “Oka” Crisis, publicado em 2010, é uma coleção editada por Simpson e pela professora de ciências políticas Kiera Ladner. Esta compilação explora a ressonância dos eventos conhecidos como a crise de Oka no verão de 1990, quando um grupo de Kanien'kehaka defendeu seus territórios contra os planos para um campo de golfe proposto sobre um bosque sagrado de pinheiros. Em particular, em vez de refazer a história dos eventos, o livro reflete sobre o impacto que os eventos tiveram em um ressurgimento político e artístico posterior entre os povos indígenas, bem como o papel que os eventos desempenharam em minar os mitos coloniais entre a comunidade de colonos canadenses.

### Lighting the Eighth Fire
A 7.ª Profecia do Fogo dos povos Nishnaabe, que prediz o surgimento dos Oskimaadiziig (Novos Povos) para reviver as tradições indígenas, modos de vida e visões de mundo, estimulou Simpson a editar sua primeira coleção de ensaios em 2008, intitulada Acendendo o Oitavo Fogo: A Libertação, Ressurgimento e Proteção das Nações Indígenas . Esta publicação é uma coleção de 13 capítulos escritos por estudiosos indígenas que abordam suas contribuições a partir da estrutura da 4.ª Teoria do Mundo, que centra especificamente as epistemologias e ontologias indígenas. Lighting the Eighth Fire rejeita estruturas monolíticas de pan-indianismo e opta, em vez disso, por uma abordagem que destaca as respectivas filosofias da respectiva nação de povos indígenas de cada colaborador. Cada capítulo é organizado de tal forma que a paisagem temporal passada das histórias indígenas, histórias e modalidades de espírito estão relacionadas a impulsos presentes de ressurgimento e futuridades potenciais. Revisado: Sem título: Revisado Trabalho: Acendendo o Oitavo Fogo: A Libertação, Ressurgimento e Proteção das Nações Indígenas.

## Prêmios e indicações
O artigo de Simpson de 2014, "Terra como Pedagogia", ganhou o prêmio de 'Mais instigante' em Estudos Nativos e Indígenas. No mesmo ano, Thomas King a nomeou a escritora emergente RBC Taylor. Em 2017, seu trabalho "This Accident of Being Lost" foi indicado ao Rogers Writers' Trust Fiction Prize e ao Trillium Book Award. As We Have Always Done foi nomeado pela Native American Indigenous Studies Association como o melhor livro subsequente de 2017.
Ela foi indicada três vezes ao Prêmio ReLit, recebendo indicações na categoria de ficção curta em 2014 por Islands of Decolonial Love e em 2018 por This Accident of Being Lost, e na categoria de ficção em 2021 por Noopiming.
Noopiming foi indicado para o Prêmio do Governador Geral de ficção em inglês no Prêmio do Governador Geral de 2020.
Simpson ganhou o Prism Prize 's Willie Dunn Award, concedido a um pioneiro canadense que demonstrou excelência nas comunidades de produção de música, videoclipe e/ou cinema.

## Obras publicadas

### Livros

#### Livros (não-ficção)
- 2022: Rehearsals for Living (em inglês), Robyn Maynard & Leanne Betasamosake Simpson (Knopf Canada/Haymarket,
- 2021: A Short History of the Blockade: Giant Beavers, Diplomacy & Regeneration in Nishnaabewin (em inglês). University of Alberta Press, .
- 2018: Danser sur les dos de notre Tortue. Varia (em inglês)
- 2017: As We Have Always Done: Indigenous Freedom Through Radical Resistance (em inglês). University of Minnesota Press
- 2011: Dancing On Our Turtle's Back: Stories of Nishnaabeg Re-Creation, Resurgence, and a New Emergence (em inglês). Arbeiter Ring Publishing.

#### Ficção
- 2021: Noopiming: The Cure for White Ladies (em inglês). House of Anansi, 2020; University of Minnesota Press
- 2021: Noopiming, Remède pour guérir de la blancheur (em inglês). Mémoire d'encrier,
- 2020: On se perd toujours par accident (em inglês). Mémoire d'encrier,
- 2018: Cartographie de l'amour décolonial (em inglês). Mémoire d'encrier,
- 2017: This Accident of Being Lost: Songs and Stories (em inglês). House of Anansi,
- 2013: Islands of Decolonial Love (em inglês). ARP Books,
- 2013: The Gift is in the Making (em inglês). Portage and Main Press,

#### Publicado por terceiros
- 2008: Lighting the Eighth Fire (em inglês)
- 2010: This is an Honour Song (em inglês). Editado com Kiera Ladner.
- 2014 The Winter We Danced: Voice from the Past, the Future and the Idle No More Movement (Editado with Kino-nda- niimi Collective)

### Discografia

#### Álbuns
- 2021: Theory of Ice (em inglês) Changed Records.
- 2020: Noopiming Sessions (em inglês) Gizhiiwe Records.
- 2016: f(l)ight (em inglês)
- 2013: Islands of Decolonial Love (Em inglês)

### Filmes e vídeos
- 2021: Viscosity, dir. Sandra Brewster (em inglês)
- 2020: Solidification, dir. Sammy Chien & Chimerik Collective (em inglês)
- 2018: Biidaaban, dir. Amanda Strong (em inglês)
- 2017: The Oldest Tree in the World, dir. Cara Mumford (em inglês)
- 2016: How to Steal A Canoe, dir. Amanda Strong (em inglês)
- 2016: Under Your Always Light, dir. Elle-Máijá Tailfeathers (em inglês)
- 2013: Leaks, dir. Cara Mumford (em inglês)